# Anteditore
Anteditore è stata una casa editrice italiana, operante tra il 1972 e il 1977.

## Storia
Venne fondata da Enrica Gaspari Vaccari e dal saggista e pittore Luigi Granetto e curò le edizioni di libri di autori di teatro e di canzoni d'autore. Nel 1976 pubblicò la rivista di musica "Lato Side" diretta da Michele Straniero. Nel 1978 questa rivista diede il nome alla casa editrice Lato Side.
Fra gli autori pubblicati dalla Casa Editrice si trovano: Sofocle, Plauto, Shakespeare, Goldoni, Angelo Beolco detto il Ruzante, Beaumarchais, Guy de Maupassant, Henrik Ibsen, Luigi Pirandello, Michail Bulgakov, Giovanni Testori, Paolo Volponi, Frank Wedekind, Bertold Brecht, John Osborne, Johann Nestroy, Tullio Kezich, Vincenzo Cerami, Václav Havel, Sergio Tofano, Tristan Corbière, Peter Shaffer, Aleksandr Nikolaevič Ostrovskij, Carl Theodor Dreyer, Arthur Schnitzler
Fra i registi coinvolti: Roberto Guicciardini,  Luigi Squarzina, Franco Enriquez, Egisto Marcucci,  Aldo Trionfo, Francesco Macedonio, Giuseppe Patroni Griffi
Fra gli attori: Giorgio Albertazzi,  Carmelo Bene,  Gabriele Lavia,  Arnoldo Foà, Franco Parenti, Giulio Bosetti,  Lina Sastri, Valeria Moriconi, Paolo Bonacelli.
Fra i consulenti e collaboratori della casa editrice: Nuccio Messina e Giorgio Guazzotti.